# Lista de estados pré-coloniais da África

Estado pré-coloniais da África

A Lista de estado pré-coloniais da África esta relacionada nesta lista. Consta-se os reinos e impérios criados por povos e culturas do Continente Africano, sendo separados por região, período histórico e existência.

## Norte de África

#### Antiguidade
- Império Egípcio (3150 - 30 a.C)
  - Império Antigo (2600 - 2100 a.C)
  - Império Médio (2050 - 1650 a.C)
  - Império Novo (1500 - 1070 a.C)
  - Reino Ptolemaico (306 - 30 a.C)
- Reino de Querma (2500 - 1500 a.C)
- Reino de Cuxe (1070 a.C - 325)
- Império Cartaginês (650 - 146 a.C)
- Reino Blêmio (600 - Século III)
- Reino da Mauritânia (285 a.C - 40)
- Reino de Numídia (202 - 46 a.C)
- Reino de Macúria (340 - 1317)
- Reino de Nobácia (350 - 650)
- Reino Vândalo (435 - 534)

#### Pós-Classico
- Reino de Alódia (680 - 1504)
- Reino de Necor (710 - 1019)
- Confederação Berguata (744 - 1058)
- Emirado de Sijilmassa (758 - 1055)
- Reino Rustâmida (Argélia, 767 - 909)
- Califado Idríssida (Marrocos, 788 - 974)
- Emirado Aglábida (Tunísia, 800 - 909)
- Califado Fatímida (1121 - 1171)
- Reino Hamádida (1015 - 1172)
- Reino Zírida (Tunísia, 972 - 1148)
- Império Almorávida (Marrocos, 1040 - 1147)
- Reino Curassânida (1059 - 1158)
- Califado Almóada (Marrocos, 1121 - 1269)
- Império Aiúbida (Egito, 1171 - 1354)
- Reino Haféssida (Tunísia, 1229 - 1574)
- Reino Ziânida (Argélia, 1235 - 1556)
- Império Merínida (Marrocos, 1248 - 1465)
- Sultanato Mameluco do Cairo (Egito, 1250 - 1517)
- Sultanato Oatácida (Líbia, 1420 - 1554)

#### Modernidade
- Sultanato de Senar (1504 - 1821)
- Sultanato Saadiano (Marrocos, 1554 - 1659)
- Reino de Tetuão (1597 - 1673)
- Sultanato de Darfur (1603 - 1874; 1898 - 1916)
- República de Salé (1627 - 1668)
- Dinastia Alauita (Marrocos, 1666 - Presente)
- Dinastia Maomé Ali (Egito, 1804 - 1951)
- Dinastia Senussi (Líbia, 1951 - 1969)

## África Oriental

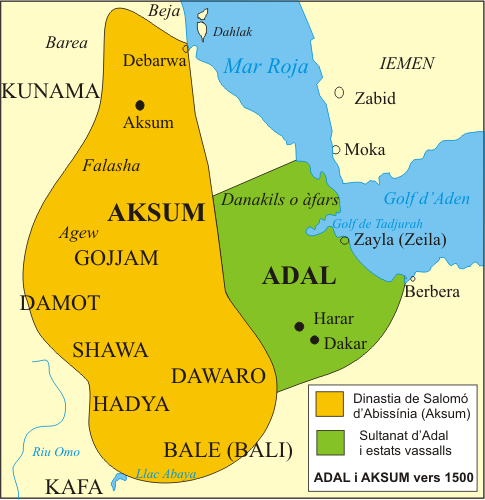
Mapa do Império de Axum e o Sultanato de Adal.

#### Antiguidade
- Reino de Punt (2400 - 1069 a.C)
- Reino de D'mt (c.980 - 400 a.C)
- Império de Axum (50 - 937)

#### Pós-Classico
- Reino de Harla (500 - 1500)
- Reino de Bazim (Século IX)
- Reino de Simien (235 - 1627)
- Reino de Belgim (Século IX)
- Reino de Jarim (Século IX)
- Reino de Quita (Século IX)
- Reino de Nagaxe (Século IX)
- Reino de Tanquixe (Século IX)
- Sultanato de Tunni (Século IX - XIII)
- Sultanato de Showa (896 - 1286)
- Império Quitara (Século IX - Presente)
- Sultanato de Quilua (960 - 1513)
- Reino de Medri Bahri (1137 - 1879)
- Império Etíope (1137 - 1974)
  - Dinastia Zagué (1137 - 1270)
  - Dinastia Salomônica (1270 - 1974)
- Sultanato de Ifate (1285 - 1415)
- Sultanato de Hadia (Século XVIII - Século XVI)
- Sultanato de Mogadísco (Século XVIII - Século XVII
- Reino de Buganda (1390 - Presente)
- Império Ajuran (Século XIV - Século XVIII)
- Reino de Caffa (1390 - 1897)
- Reino de Ruanda (1401 - 1959)
- Sultanato de Adal (1415 - 1555)
- Reino Xiluque (Século XVI - 1861)
- Reino de Ancolé (1478 - 1967)

#### Modernidade
- Reino de Burundi (1680 - 1966)
- Reino de Kooki (1720 - 1898)
- Sultanato de Geledi (Século XVII - Século XIX)
- Sultanato de Aussa (1734 - 1936)
- Sultanato de Majeerteen (Século XIX - 1924)
- Sultanato de Isaaq (Século XVIII - Século XIX)
- Sultanato de Habr Yunis (1769 - 1907)
- Reino de Goma (1780 - 1886)
- Reino de Toro (1830 - Presente)
- Reino Mbokane (1875 - 1889)
- Reino de Jimma (1790 - 1932)
- Sultanato de Hobyo (1878 - 1925)
- Reino de Kawagwe (Século XIX - 1916)
- Reino de Unyanyembe (Século XIX)
- Reino de Urambo

## África Ocidental

#### Antiguidade
- Civilização Kitampo (2500 - 1400 a.C)
- Civilização Dar Tichitt (1600 - 300 a.C)
- Civilização Nok (1000 - 300 a.C)
- Reino de Ife (200 a.C - 1914)
- Civilização Jenne-Jeno (250 - 900)
- Civilização Bura (300 - 1300)
- Império do Gana (300 - 1240)

#### Pós-Classico
- Reino de Tacrur (800 - Século XIV)
- Reino de Nri (948 - 1911)
- Bonoman (Século XVII - Século XIX)
- Estados mossis (Século XVII - 1896)
- Império do Bením (1180 - 1897)
- Império do Mali (1235 - 1670)
- Reino de Seno (Século XIV - Século XIX)
- Império de Canem (1380 - 1893)
- Reino de Ubani (Século XV - Século XIX)
- Império de Oyo (1400 - 1896)
- Império Uolofe (1400 - 1549)
- Reino de Dagom (1409 - Presente)
- Sultanato de Agadèz (1449 - 1900)
- Império Songai (1464 - 1591)
- Império do Grande Fulo (1490 - 1776)

África Ocidental, c.1875

- Reino de Saloum (1494 - 1969)

#### Modernidade
- Confederação Cuararafa (Século XVI - 1840)

- Estados Mamprusi (Século XVI - Presente)
- Reino de Gabu (1537 - 1867)
- Reino de Cayor (1549 - 1879)
- Reino de Uolofe (1549 - 1875)
- Reino de Baol (1555 - 1874)
- Reino do Daomé (1600 - 1904)
- Império Axante (1670 - Presente)
- Confederação Aro (1690 - 1902)
- Reino de Wémè (Século XVII)
- Reino de Hogbonu (Século XVII)
- Império de Congue (1710 - 1894)
- Império Bamana (1712 - 1861)
- Califado de Socoto (1804 - 1904)
- Federação Wakari (1840 - Presente)
- Império de Uassulu (1878 - 1898)

## África Central

#### Antiguidade
- Civilização saô (Século VI - Século XVI)

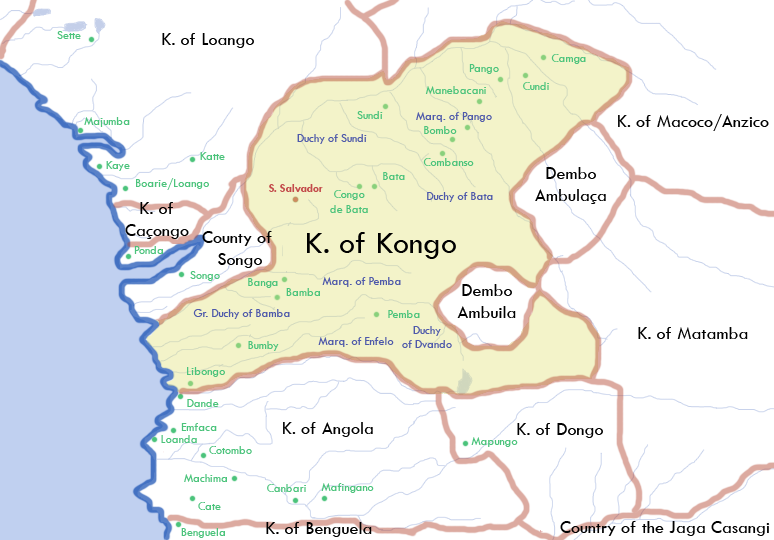
O Reino do Congo foi um dos mais importantes e duradouros reinos da África Central.

#### Pós-Classico
- Império de Canem (Século XI - 1909)
- Reino do Congo (1390 - 1914)
- Reino de Angoio (Século XIV - 1885)
- Reino de Cacongo (Século XVI - 1885)

#### Modernidade
- Reindo do Dongo (Século XVI - 1657)
- Reino de Anziku (Século XVI - Século XIX)
- Reino de Loango (Século XVI - 1898)

- Sultanato de Bagirmi (1522 - 1897)
- Império Luba (1585 - 1885)
- Reino de Cassange (1620 - 1910)
- Reino de Cuba (1625 - 1961)
- Reino da Matamba (1631 - 1744)
- Principado de Soyo (1641 - Século XVIII)
- Reino de Lunda (1660 - 1887)
- Reino Mbunda (1700 - 1914)
- Emirado de Adamawa (1809 - 1903)
- Reino Ieque (1856 - 1891)

## África do Sul

#### Pós-Classico
- Reino de Mapungubwe (1075 - 1220)
- Grande Zimbabué (1220 - 1450)
- Império Monomotapa (1430 - 1760)
- Reino de Butua (1450 - 1683)
- Dinastia Torwa (1450 - 1683)
- Estados Maravi (1480 - 1891)

#### Modernidade
- Reino de Madagascar (1540 - 1897)
- Império Rozvi (1660 - 1889)
- Reino de Ndwandwe (1780 - 1825)
- Reino Mtetwa (1780 - 1817)
- Reino Zulu (1816 - 1897)
- Império de Gaza (1821 - 1895)
- Reino do Lesoto (1822 - Presente)
- Reino de Mthwakazi (1823 - 1894)
- Reino de Essuatíni (1840 - Presente)